# Amphinome nigrobranchiata
Amphinome nigrobranchiata är en ringmaskart som beskrevs av Horst 1912. Amphinome nigrobranchiata ingår i släktet Amphinome och familjen Amphinomidae. Inga underarter finns listade i Catalogue of Life.